# Noel Sanvicente
Noel „Chita” Sanvicente Bethelmy (San Félix, 1964. december 21. –) venezuelai labdarúgócsatár, edző, 2014 óta a válogatott szövetségi kapitánya.